# Serra de les Àguiles
La Serra de les Àguiles, de Sant Pasqual, o de l'Alcoraia és una serra que se situa entre els termes municipals d'Agost i Montfort, en la província d'Alacant, sobre terreny triàsic. La seua cota més alta se situa a 555 m en el mont de Sant Pasqual.
Està declarada Espai Natural Protegit i s'hi troba la cova de Sant Pasqual.